# Clara Döhring
Clara Döhring (13 de março de 1899 – 7 de junho de 1987) foi uma política alemã do Partido Social Democrata (SPD) e ex-membro do Bundestag alemão.

## Vida
Clara Döhring foi membro do SPD desde 1917. Após a Segunda Guerra Mundial, ela envolveu-se na reconstrução da social-democracia em Wuerttemberg. Döhring foi membro do Bundestag alemão de 1949 a 1965. Foi eleita na primeira legislatura pelo círculo eleitoral de Estugarda I e mais tarde pela lista estadual de Baden-Württemberg.

## Literatura
Herbst, Ludolf; Jahn, Bruno (2002).  Vierhaus, ed. Biographisches Handbuch der Mitglieder des Deutschen Bundestages. 1949–2002 (em alemão). München: De Gruyter - De Gruyter Saur. 1715 páginas. ISBN 978-3-11-184511-1